# Taxeotis pychnomochla
Taxeotis pychnomochla là một loài bướm đêm trong họ Geometridae.